# Acalypha maccafeeana
Acalypha maccafeeana é uma espécie de flor do gênero Acalypha, pertencente à família Euphorbiaceae.